# 18. Festiwal Polskich Filmów Fabularnych w Gdyni
18. Festiwal Polskich Filmów Fabularnych odbył się w 1993 w Gdyni.

## Laureaci
Wielka Nagroda Festiwalu – Złote Lwy Gdańskie (ex aequo):
- Kolejność uczuć, reż. Radosław Piwowarski
- Przypadek Pekosińskiego, reż. Grzegorz Królikiewicz

Nagroda Specjalna Jury (ex aequo):
- Rozmowa z człowiekiem z szafy reż. Mariusz Grzegorzek
- Jańcio Wodnik reż. Jan Jakub Kolski

Złote Lwy Gdańskie – Nagrody Indywidualne:
- reżyseria: Feliks Falk Samowolka
- scenariusz: nie przyznano
- debiut reżyserski (ex aequo):
  - Łukasz Wylężałek Balanga,
  - Filip Zylber Pożegnanie z Marią
- najlepsza rola kobieca: Anna Dymna Tylko strach
- najlepsza rola męska: Franciszek Pieczka Jańcio Wodnik
- najlepsza drugoplanowa rola kobieca: Danuta Szaflarska Pożegnanie z Marią
- najlepsza drugoplanowa rola męska: Mariusz Jakus Samowolka
- zdjęcia: Jolanta Dylewska Rozmowa z człowiekiem z szafy
- muzyka: Tomasz Stańko Pożegnanie z Marią
- kostiumy: Małgorzata Ajzelt i Barbara Śródka-Makówka Dwa księżyce
- scenografia: Andrzej Przedworski Pożegnanie z Marią
- dźwięk (ex aequo):
  - Barbara Domaradzka Pożegnanie z Marią,
  - Jan Freda Rozmowa z człowiekiem z szafy
- montaż: Ewa Smal Samowolka

Nagroda Dziennikarzy – Jańcio Wodnik, reż. Jan Jakub Kolski

Nagroda Przewodniczącego Komitetu Kinematografii – Janusz Morgenstern, Gene Gutowski, Barbara Pec-Ślesicka

Nagroda Prezesa Komitetu ds. Radia i Telewizji – Pora na czarownice, reż. Piotr Łazarkiewicz

## Jury
- Agnieszka Holland (przewodniczący) – reżyser filmowy i teatralny, scenarzysta
- Lindsay Anderson (honorowy przewodniczący) – reżyser filmowy i teatralny
- Barbara Borys-Damięcka – reżyser
- Stasys Eidrigevičius – artysta plastyk
- Pavel Hajný(inne języki) – scenarzysta, pisarz
- Janusz Kijowski – reżyser i scenarzysta
- Branko Lustig – producent filmowy
- Rafał Marszałek – krytyk literacki i filmowy
- Margaret Menegoz – producent filmowy
- Jacek Petrycki – operator filmowy
- Amos Poe – reżyser filmowy
- Zbigniew Raj – kompozytor muzyki filmowej i teatralnej

## Filmy konkursowe
Balanga, reż. Łukasz Wylężałek
Człowiek z..., reż. Konrad Szołajski
Do widzenia wczoraj, reż. Petér Bacsó i Janusz Majewski
Dwa księżyce, reż. Andrzej Barański
Goodbye Rockefeller, reż. Waldemar Szarek
Jańcio Wodnik, reż. Jan Jakub Kolski
Kolejność uczuć, reż. Radosław Piwowarski
Kolos, reż. Witold Leszczyński
Kraj świata, reż. Maria Zmarz-Koczanowicz
Lepiej być piękną i bogatą, reż. Filip Bajon
Łowca, reż. Jerzy Łukaszewicz
Miasto prywatne, reż. Jacek Skalski
Motyw cienia, reż. John Yorick i Joseph Kay
Obcy musi fruwać, reż. Wiesław Saniewski
Pajęczarki, reż. Barbara Sass
Pamiętnik znaleziony w garbie, reż. Jan Kidawa-Błoński
Piękna nieznajoma, reż. Jerzy Hoffman
Pora na czarownice, reż. Piotr Łazarkiewicz
Pożegnanie z Marią, reż. Filip Zylber
Przypadek Pekosińskiego, reż. Grzegorz Królikiewicz
Pustynny lunch (Ewangelia według Harry’ego), reż. Lech J. Majewski
Rozmowa z człowiekiem z szafy, reż. Mariusz Grzegorzek
Samowolka, reż. Feliks Falk
Skutki noszenia kapelusza w maju, reż. Krystyna Krupska-Wysocka
Straszny sen Dzidziusia Górkiewicza, reż. Kazimierz Kutz
Taranthriller, reż. Mirosław Dembiński
Tylko strach, reż. Barbara Sass
Uprowadzenie Agaty, reż. Marek Piwowski
Wynajmę pokój..., reż. Andrzej Titkow

## Pokazy specjalne
Mała apokalipsa, reż. Costa-Gavras
Mięso (ironica), reż. Piotr Szulkin
Olivier, Olivier, reż. Agnieszka Holland
Tajemniczy ogród, reż. Agnieszka Holland
Trzy kolory. Niebieski, reż. Krzysztof Kieślowski